# 彭坡头关帝庙
彭坡头关帝庙是一座古建筑，建于清代，位于山西省晋中市平遥县东泉镇彭坡头村。
2011年11月30日，彭坡头关帝庙公布为平遥县文物保护单位。